# 牧野忠義
牧野 忠義（まきの ただよし、宝暦8年1月23日（1758年3月2日） - 享和3年7月2日（1803年8月18日））は、旗本第6代三根山領主（石高6000石）。第5代牧野忠知の嫡男。通称は銕蔵、縫殿、半右衛門。官名は播磨守。妻は大久保忠丘の娘。子女に、牧野忠救、牧野銕蔵、秋月鎌吉、松平定規室、太田資統室。宝暦5年（1755年）生まれとも。
天明5年（1785年）に父が致仕し家督を継ぐ。天明6年（1786年）定火消となり、布衣を許された。寛政10年（1798年）百人組頭となる。享和2年（1802年）10月8日より翌年7月16日まで、甲府勤番支配を務める。大火にみまわれた時、公儀米蔵を無断で開き領民を救った。 

## 系譜
- 父：牧野忠知
- 母：不詳
- 妻：大久保忠丘の娘
- 生母不明の子女
  - 男子：牧野忠救
  - 男子：牧野銕蔵
  - 男子：秋月鎌吉
  - 女子：松平定規室
  - 女子：太田資統室